# 배대윤 (1955년)
배대윤((裵大玧, 1955년 ~ )은 대한민국의 MBC의 보도국 기자로 활동했으며. 전 충주 MBC 사장을 역임 했다. 

## 학력
- 부산고등학교 (27회 졸업)
- 서울대학교 신문학과 학사

## 경력
- 1981년 MBC 보도국 기자 입사
- MBC 보도국 도쿄특파원,
- MBC 통일방송연구소 부장
- MBC 보도제작국 기획취재팀
- MBC 보도국 보도특집팀 부국장
- MBC 보도국 논설위원
- 충주 MBC 사장 (2010년 ~ 2011년)